# Крессон, Эзра Таунсенд
Эзра Таунсенд Крессон (англ. Ezra Townsend Cresson) (18.6.1838, Byberry, Филадельфия — 19.4.1926, Swarthmore, Пенсильвания) — американский энтомолог, специализирующийся на насекомых отряда перепончатокрылых. Он написал «Synopsis of the families and genera of the Hymenoptera of America, north of Mexico Philadelphia: Paul C. Stockhausen, Entomological printer» (1887) и многие другие работы. Крессон также описал множество новых видов, включая Brachymelecta californica, Dasymutilla monticola, Nomada texana, Pimpla azteca, Pogonomyrmex occidentalis, Polistes bellicosus.
В 1859 году Крессон вместе с Джеймсом Райдингсом и Джорджем Ньюманом основал Энтомологическое общество Филадельфии. Позже в 1867 году общество было переименовано в Американское энтомологическое общество.
Двое из его сыновей, Джордж Брингхерст Крессон (1859–1919) и Эзра Таунсенд Крессон-младший (1876–1948), также были энтомологами и членами Американского энтомологического общества. Джордж Б. Крессон был универсальным натуралистом и специалистом по муравьям, а Эзра Т. Крессон-младший был специалистом по двукрылым.